# Chajim b. Isaak

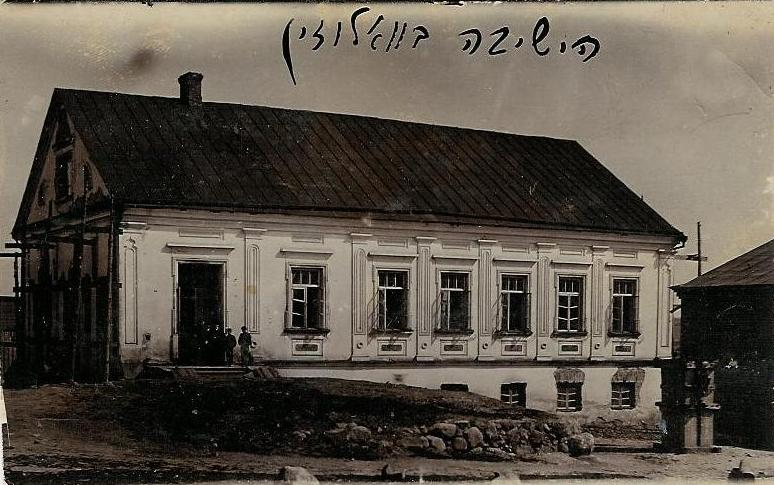
Die Jeschiwa von Waloschyn

Chajim ben Isaak Woloszyner (geb. 21. Januar 1749 in Woloschin; gest. 14. Juni 1821 ebenda) war ein Rabbiner des 18./19. Jahrhunderts und Begründer der Jeschiwa von Waloschyn (Woloschin).

## Leben
Chajim ben Isaak studierte bei Aryeh Löb Ginzberg, dem Rabbiner von Woloschin, dann bei Raphael ha-Kohen, dem späteren Rabbiner von Hamburg. Im Alter von fünfundzwanzig Jahren wurde er Schüler des Gaon von Wilna. Nach den Methoden seines Lehrers gründete er 1803 die Jeschiwa in Woloschin, welche eine der bedeutendsten des 19. Jahrhunderts wurde. Er begann mit zehn Schülern, jungen Woloschinern. Als der Ruf der Schule sich verbreitete, stieg die Zahl der Schüler an und die Zahl betrug schließlich über hundert.
Sein Hauptwerk ist die ethisch-kabbalistische, gegen den Chassidismus gerichtete Schrift Nefesch hachajim, die von seinem Sohn herausgegeben wurde (Wilna, 1824; 2. Aufl. 1837). Weiter erschien u. a. noch im Druck Ruach chajim, Kommentare zu Pirke Awot (Wilna 1882). Die meisten seiner Werke wurden – noch als Manuskripte – 1815 durch einen Brand vernichtet.

## Literatur (Auswahl)

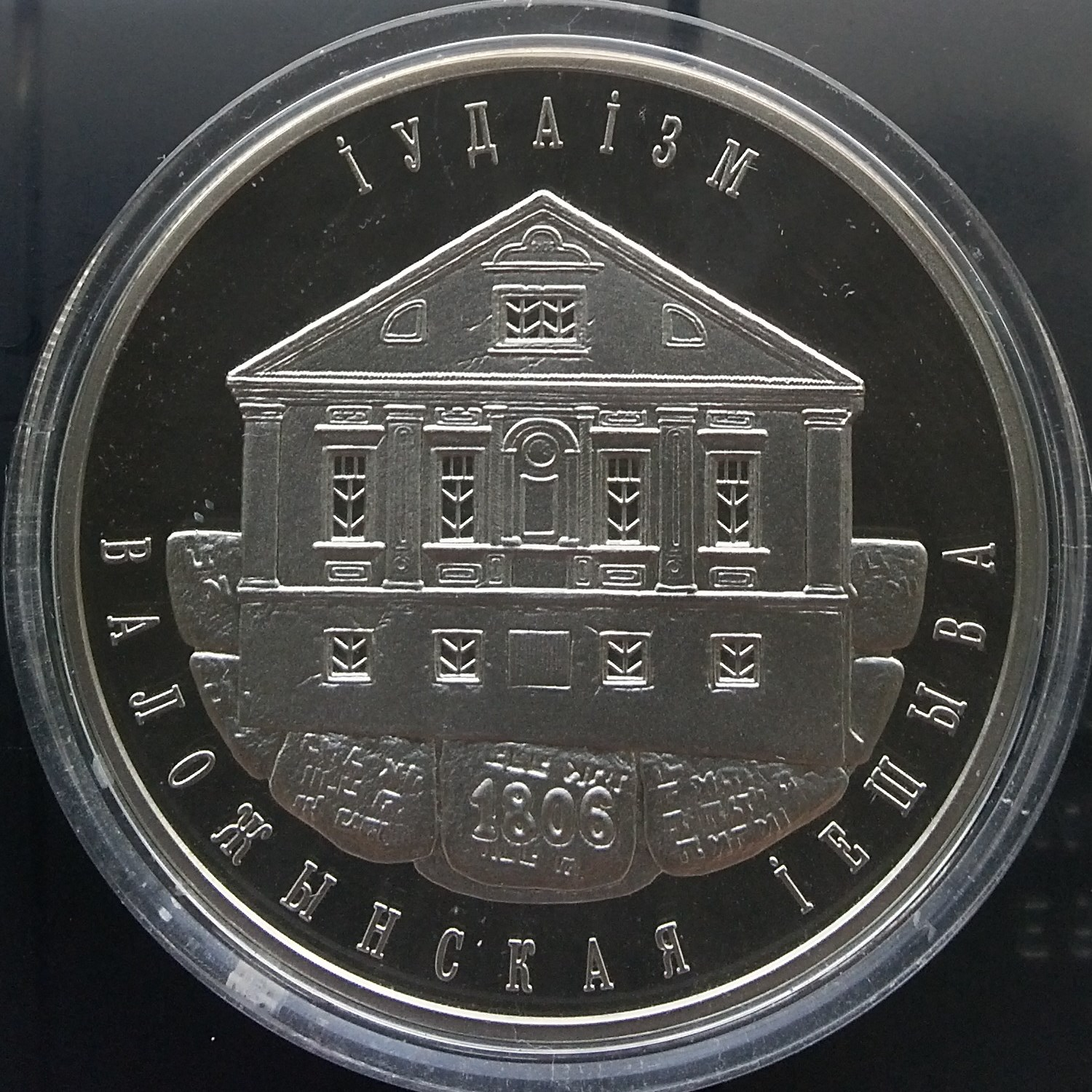
Silbermünze mit der Jeschiwa von Woloschin, Weißrussland im Wert von 10 Rubel, 2010